# Abernethia
Abernethia (łac. Abernethiensis, ang. Abernethy) – stolica historycznej diecezji w Szkocji, gdzie do XII wieku mieściło się biskupstwo, współcześnie miejscowość Abernethy w hrabstwie Perth. Obecnie katolickie biskupstwo tytularne. Pierwszym i jak dotąd jedynym hierarchą zasiadającym na tej stolicy tytularnej był Władysław Bobowski, wieloletni biskup pomocniczy tarnowski, a od 2009 biskup senior tej diecezji.

## Biskupi tytularni
| Lp. | Biskup             | Funkcja                     | Od              | Do           |
| --- | ------------------ | --------------------------- | --------------- | ------------ |
| 1   | Władysław Bobowski | biskup pomocniczy tarnowski | 23 grudnia 1974 | 8 lipca 2025 |